# Antis Township

Antis Township est un township, situé dans le comté de Blair, en Pennsylvanie, aux États-Unis,.

## Démographie
Lors du recensement de 2020, le township comptait une population de 6 478 habitants.